# Come Dio comanda
Come Dio comanda és una pel·lícula italiana de 2008 dirigida per Gabriele Salvatores, basada en la novel·la homònima de Niccolò Ammaniti.
Va obtenir dues nominacions al David di Donatello 2009, a la millor fotografia i als millors efectes visuals especials. La pel·lícula està rodada entre les províncies d Udine i Pordenone.

## Argument
En una ciutat imaginària del nord-est dItàlia, Rino Zena és un treballador a latur, violent, alcohòlic i de creences nacionalistes i racistes, que viu amb el seu fill Christian, de catorze anys. Rino és controlat per Beppe Trecca, responsable dels serveis socials, que va periòdicament a casa seva per comprovar que les condicions de vida del petit Cristiano són acceptables i que el seu pare Rino té feina i sestà desintoxicant de l'alcoholisme. L'únic amic dels dos és Quattro Formaggi, un noi compromès per una malaltia mental, contret després d'un greu accident laboral en una obra, a causa d'uns cables elèctrics exposats, que li van donar una descàrrega i va deixar el seu cervell danyat. Quattro Formaggi viu envoltat duna mena de pessebre format per figuretes i titelles que ha recollit al voltant. La seva obsessió és aleshores l'estrella porno Ramona, que veu i torna a veure en un videocasset.
Rino educa el seu fill en la violència, fins i tot ensenyant-li a utilitzar armes. Un vespre li ordena que mati el gos dels veïns, que és culpable de bordar repetidament i pertorbar la son de Rino. Malgrat la seva inclinació violenta, Rino està profundament lligat a Cristiano i intenta protegir-lo a la seva manera de la lletjor del món que l'envolta, a més despantar-li terriblement la idea de perdre'l. Una prova daixò es produeix un vespre, després d'un concert de Tre Allegri Ragazzi Morti, Rino porta a casa una noia per tenir relacions sexuals però, quan descobreix que és drogodependent, l'allunya fent-la fora duna manera grollera.
Cristiano sembla sentir una simpatia especial per Fabiana Ponticelli, una de les seves companyes descola. La mateixa Fabiana esdevé objecte d'atenció de Quattro Formaggi, ja que s'assembla vagament a l'estrella porno Ramona. Una nit plujosa, Quattro Formaggi veu com la noia passa en patinet per anar a casa: el noi comença a perseguir-la, també en patinet. Els intents de Fabiana d'escapar de Quattro Formaggi no serveixen de res, ja que no es deté i procedeix a violar-la i matar-la trencant-li el crani amb una pedra.
Quattro Formaggi, espantat pel que acaba de fer, truca en Rino i li demana que vingui a buscar-lo. L'home acudeix al lloc dels fets i immediatament s'adona del que ha passat. De moment sembla que vol matar el seu amic, però després cau a terra, víctima duna hemorràgia cerebral. Quattro Formaggi n'aprofita per escapar: en la seva ment Déu li ha enviat Rino que, morint a lacte, assumirà la responsabilitat de lassassinat.
Rino, però, molt fort físicament i emocionalment, amb les últimes forces restants aconsegueix trucar a casa. Cristiano respon a la trucada i corre a buscar el seu pare. El troba i, en veure el cos sense vida de la Fabiana a prop, tem que sigui ell qui la va matar. Sense desanimar-se, Cristiano li fa un massatge cardíac a Rino, el reanima, carrega el seu cos a la furgoneta juntament amb el de la Fabiana, i després comença a conduir el vehicle. A la tornada, davant del túnel es troba amb un control que afortunadament no li genera cap problema.
Mentre el seu pare està hospitalitzat en coma, en Cristiano passa temporalment sota la tutela de Beppe Trecca, que, gràcies a l'enginy del nen, no sospita el més mínim del que ha passat. Una nit en Cristiano carrega el cos sense vida de Fabiana en una carretilla i el llença al riu.
El cos de la noia serà més tard trobat per la Policia de l'Estat. Quattro Formaggi, commocionat per la complicació de l'afer, planeja així matar Rino, duent a terme el programa criminal que, en la seva ment malalta, Déu va dissenyar per protegir-lo. Després va a 'hospital, però veient en Rino despertat del coma i potser agafat pel remordiment de la seva culpa, torna a casa i se suïcida penjant-se del seu pessebre original.
Cristiano, tement que acabi en una institució, fuig del funeral de Fabiana i demana ajuda a Quattro Formaggi: corre cap a ell i només troba el cos sense vida del noi. Entre les seves coses, però, troba liPod de Fabiana. Aquest element, a més de proporcionar-li la prova de la culpabilitat de Quattro Formaggi, elimina els dubtes sobre l'honestedat del pare i allibera la seva consciència de l'angoixa del silenci i la complicitat.
A la seqüència final, en Cristiano arriba a l'hospital del seu pare que fa veure que encara està en coma per sorprendrel. El nen li demana disculpes per dubtar de la seva innocència i creure que era l'assassí. El seu pare es gira cap a ell mentre les llàgrimes li corren per la cara.

## Repartiment
- Filippo Timi: Rino Zena
- Elio Germano: Quattro Formaggi
- Alvaro Caleca: Cristiano Zena
- Angelica Leo: Fabiana
- Fabio De Luigi: Trecca
- Alessandro Mizzi: Home SUV
- Corinna Agustoni: Maria Pirro
- Alessandro Bressanello: Marchetta
- Ludovica Di Rocco: Esmeralda
- Valentina Sussi: Noia del Centre Social
- Andrea De Nori: Alex

## Producció
La realització de la pel·lícula es va anunciar oficialment el 18 de maig de 2007 durant una conferència de premsa al Festival de Cinema de Canes. El guió va ser escrit a sis mans de lactor i guionista Antonio Manzini juntament amb Salvatores i el mateix Niccolò Ammaniti: eliminant tota la part de la història sobre Danilo Aprea i la major part de la història personal de Trecca, el guió de la pel·lícula es va centrar principalment en la relació pare-fill entre Rino i Cristiano Zena. En la seva segona adaptació duna obra d'Ammaniti, Salvatores va declarar: «Amb Niccolò Ammaniti és com si juguéssim al ping-pong des de fa temps. Mentre estava a Austràlia per a l'estrena de Io non ho paura vaig llegir Come Dio comanda i vaig entendre que havia anat endavant: ara em tocava jugar i trobar les imatges d'aquesta nova història extraordinària. Un thriller que et deixarà sense alè, que també és una gran història d'amor total... entre un pare i un fill".
Coproduït per Colorado Film i Rai Cinema amb un pressupost de 6 milions d'euros, la pel·lícula hauria d'haver començat la producció durant l'estiu del mateix any però es va ajornar uns mesos. Després duna sèrie de visites al Piemont, on Salvatores va trobar diversos llocs «interessants», el director va examinar diversos llocs de Friül - Venècia Júlia, com Casarsa della Delizia, Cervignano i San Vito al Tagliamento, abans de trobar, gairebé per casualitat, el lloc perfecte. Gianluca Novel, conseller de la Friül - Venècia Júlia Film Commission, va dir:
| « | «Era […] el 7 de novembre [2007]: baixant del centre històric de Gemona, després de veure les zones artesanals i els centres comercials al nord dUdine, Gabriele Salvatores estava va deixar intrigat per dues denses columnes de fum blanc i ens va demanar que l'acompanyéssim per veure don venien. En pocs minuts vam arribar a la zona industrial de Rivoli di Osoppo. També va deixar de ploure. Durant una bona estona el vam seguir en el seu passeig silenciós, càmera en mà, pels carrers que tallaven les fàbriques Fantoni i Pittini. Al nostre voltant magatzems, piles de ferro, piles de fusta, vapors i fums. Línies fortes i talls perpendiculars, com les vies del ferrocarril que circulen per tot arreu. "Aquest lloc és perfecte!" va dir.» | » |

Al desembre, el departament d'escenografia va començar a preparar els nombrosos decorats a Friül - Venècia Júlia (on Ammaniti va escriure i va ambientar la novel·la) mentre que Salvatores va començar a fer càstings per a la recerca del jove protagonista. Les audicions es van organitzar a Roma, Milà i Friül - Venècia Júlia. La Friuli Venezia Film Commission va participar en el finançament de la pel·lícula amb una aportació de 150.000 euros.
El 9 de desembre de 2007 es va anunciar públicament que els protagonistes serien Filippo Timi (escollit per Salvatores a proposta de lactriu Corinna Agustoni que l'havia vist en un espectacle a Milà) i Elio Germano. Al febrer també es va anunciar el debutant de catorze anys Alvaro Caleca (seleccionat entre centenars de joves actors) i Angelica Leo. Com Timi, Leo també va ser escollit després que Salvatores l'hagués el veiés a lescenari, a lespectacle Il Giardino dei Ciliegi.Per la part secundària de Trecca, es va triar Fabio De Luigi. L'actor Diego Abatantuono (soci de Colorado Film) volia interpretar el tercer protagonista de la novel·la, Danilo, però el personatge mai va ser inclòs al guió.

### Rodatge
El rodatge de la pel·lícula va començar el 12 de febrer de 2008 a Rivoli di Osoppo, on un antic peatge del ferrocarril es va transformar en la casa de Rino i Cristiano Zena. La ubicació es va utilitzar durant les dues primeres setmanes de producció. Posteriorment, es van rodar escenes als voltants i municipis veïns: la serradora Fantoni (la seqüència inicial en què Cristiano mata el gos i algunes seqüències de pas), l'església de Farla di Majano (la seqüència funerària), l'institut de Majano i el centre comercial Città Fiera de Martignacco.
El 10 de març, després de quatre setmanes de treball, la tripulació va abandonar la província d'Udine per traslladar-se a la de Pordenone. La pedrera de Coletto a Montereale Valcellina va ser utilitzada per a diversos exteriors, inclosa l'escena en què Rino ensenya a Cristiano a disparar; prop de la presa de Ravedis, també a Montereale Valcellina, es va ambientar la reunió de Rino amb Marchetta a l'empresa Eurodil; una part de l'hospital civil de Maniago en renovació es va utilitzar per a les diferents escenes de l'hospital; el dipòsit Giordani a Pordenone es va convertir en l'escenari de la seqüència de la festa rave en la qual Rino coneix la noia tòxica; la llarga seqüència del bosc va ser filmada durant tres setmanes de nocturns als boscos de la Val Colvera a Frisanco; les cases de 4 Formaggi i Esmeralda van ser reconstruïdes pel departament d'escenografia en una escola en desús de Vajont, on també es van rodar diverses escenes exteriors de la població on viuen els protagonistes.
A causa de les nombroses dificultats tècniques de rodar al bosc a la nit amb una pluja falsa, el final del rodatge, inicialment previst per al 26 d'abril, va tenir lloc oficialment el 29 d'abril a Vajont.
Salvatores volia diversos antics col·laboradors en el repartiment artístic, entre ells Corinna Agustoni (Marrakech Express, Puerto Escondido i Nirvana), Vasco Mirandola (Mediterraneo) i, en un petit cameo com a infermer, Giuseppe Cristiano , protagonista de Io non ho paura.
Per a altres papers secundaris, es van seleccionar actors locals, com les triestines Ludovica Di Rocco (abans "Miss Trieste" i escollides per al paper d'Esmeralda), Valentina Sussi (la noia tòxica) i Andrea De Mori (Alex). Els venecians Linda Bobbo i Alessandro Bressanello van interpretar respectivament el professor de Cristiano i Marchetta, el patró de Rino. Lactor Giovanni Franzoni, present al plató cada dia com a entrenador personal del jove Álvaro Caleca, va interpretar el paper del pare de Fabiana.

### Postproducció
La pel·lícula va ser editada per Massimo Fiocchi, que ja havia col·laborat amb Salvatores en diverses pel·lícules, com ara Nirvana i Io non ho paura.
Durant la fase de muntatge, per raons de durada, es van eliminar o escurçar diverses seqüències, entre les quals una escena ambientada en una benzinera abandonada (que va ser retallada però inserida als crèdits per acompanyar els noms dels protagonistes) i un pla llarg a la plaça de davant de l'església que va obrir la seqüència del funeral de la Fabiana.
Els efectes visuals especials van ser gestionats per l'empresa milanesa E.D.I. (Effetti Digitali Italiani). Entre les diferents intervencions necessàries, hi havia la superposició de les muntanyes nevades a les imatges de Cristiano anant a l'escola i els llamps que van iniciar la llarga nit plujosa narrada a la pel·lícula. Pel treball realitzat, l'empresa va obtenir una nominació al David di Donatello.

## Banda sonora
La banda sonora va ser composta pel grup Mokadelic. Segons explica la banda, la música de la pel·lícula es va gravar abans de començar el rodatge, per tal que Salvatores la pogués utilitzar directament al plató durant el rodatge: «Primer ens va fer llegir el guió, ja havíem llegit el llibre, i així ens va parlar de la suggeriments, les idees que li van venir al cap i a partir d'aquí ens va demanar la cortesia de treballar les peces musicals. Volia que tot estigués a punt abans de començar el plató, perquè és algú a qui li agrada treballar mentre ja escolta la música que farà de teló de fons de determinades escenes. Ens vam tancar a la sala dassaig i vam treure coses només deixant-nos portar, va ser una gran emoció". Per la seqüència del funeral de Fabiana, Mokadelic va reordenar una part del Tercer Moviment de la Simfonia n. 3 de Henryk Górecki.
La banda va rebre una nominació al Nastro d'argento a la millor banda sonora.
La banda furlana Tre Allegri Ragazzi Morti, a petició del mateix Salvatores, va gravar per a la pel·lícula la cançó Come Dio comanda, que es pot escoltar a la seqüència de la festa rave.
L'àlbum amb la banda sonora original va ser distribuït el 12 de desembre de 2008 per CAM, mentre que les cançons no originals mai es van recollir en un àlbum. Les cançons eren, en l'ordre cronològic de la pel·lícula:
- She's the One (versió de Robbie Williams), que es va convertir en el leitmotiv de la pel·lícula, també audible al tràiler oficial;
- Uh Uh de Bestie Rare (cantada pel coprotagonista Elio Germano), audible a l'habitació de l'Esmeralda;
- Luce (tramonti a nord est) d’Elisa, audible des de la ràdio del cotxe a la seqüència al bosc;
- Non sono una signora de Loredana Bertè, audible des de la ràdio del cotxe a la seqüència al bosc;
- Knockin' on Heaven's Door, en la versió d'Antony and the Johnsons, audible al final i als crèdits.

En el primer esborrany del guió, la cançó que Fabiana va escoltar abans de morir era Beautiful de Christina Aguilera però no es va utilitzar a la pel·lícula per motius de copyright de l'autor.

## Promoció
El tràiler de la pel·lícula va debutar el 3 de novembre de 2008, un mes abans del seu llançament comercial el 12 de desembre.
La pel·lícula es va presentar al Cinema Quattro Fontane de Roma el 2 de desembre de 2008, on es va celebrar la roda de premsa, a la qual van assistir el productor Maurizio Totti, la delegada de Rai Cinema Caterina D'Amico, els guionistes Antonio Manzini, Niccolò Ammaniti, el director Gabriele Salvatores i els intèrprets Filippo Timi, Elio Germano, Alvaro Caleca i Angelica Leo.
El 3 de desembre, a la llibreria Feltrinelli de Roma, Gabriele Salvatores i Elio Germano van assistir a una reunió amb el públic per promocionar la pel·lícula.
La revista mensual de cinema Ciak publicava, al número de desembre, extractes del diari personal d'Elio Germano, creat per l'actor per crear el personatge de Quattro Formaggi.
El 7 de desembre, al Noir in Festival de Courmayeur, es va fer una jam session presentada per Salvatores amb música en directe de Mokadelic, on es projectaven imatges preses o inspirades en la pel·lícula i on els actors Elio Germano i Filippo Timi va llegir fragments de la novel·la d'Ammaniti juntament amb peces de Pier Paolo Pasolini, William Shakespeare i Fabrizio De André.

## Recepció
En el moment de l'estrena de la pel·lícula als cinemes, els crítics van expressar opinions contradictòries, generalment van donar opinions positives sobre l'aspecte tècnic de la pel·lícula però menys entusiastes pel que fa a la narrativa.
A Corriere della Sera el crític Paolo Mereghetti va escriure que «més enllà de la indubtable habilitat tècnica que permet a Salvatores (i al director de fotografia Italo Petriccione i a l'editor Massimo Fiocchi) construir una llarga escena gairebé mig hora entre la foscor de la nit i el fang d'una tempesta, sense que l'espectador se senti cansat, tot sembla massa significatiu (i una mica previsible) per emocionar realment". No obstant això, va valorar la feina dels actors ("convincent").
També Davide Turrini a Liberazione va subratllar la fredor narrativa: «Salvatores és el director de l'ascens noble. dels anys 80 en què la intimitat va trobar una sortida fràgil i agradable per a la ment i els ulls davant les fugues i les pors individuals. Avui el refugi d'aquestes suposicions és el dolly, la plongée, el moviment de càmera aeri, ben fet, essencialment plàstic. Solució que emmascara la fatiga comunicativa, la distància interna del tema. Sabem que un dia en Salvatores tornarà a ensenyar-nos una cosa sincera, visceral, per fi seva de nou. I estarem allà esperant-lo amb gust”.

El sòlid sistema tècnic també va ser elogiat per Paolo d'Agostini a la Repubblica, que va escriure: «Pel·lícula d'elaboració elaborada i solucions visuals (fotografia d'Italo Petriccione) obtinguda de situacions difícils i adverses". Ha subratllat, però, la manca de compacitat de la narració: «La impressió general és que Io non ho paura era més compacte i completa, més feliç.» La revista especialitzada FilmTv es va unir al cor escrivint: «Aquí i allà el guió hauria necessitat una mica més de refinament. Però surts de la pel·lícula amb la sensació d'haver passat una estona amb un cinema dotat d'una energia, per dir-ho així, animal". Per Lietta Tornabuoni de La Stampa «la pel·lícula dura a vegades dóna una impressió de manierisme en la representació dels personatges abusius i parafeixistes: però està construïda i feta molt bé, amb una força gran i emocionant».
El treball dels actors va ser generalment apreciat: per a Alberto Crespi de L'Unità «Filippo Timi i Elio Germano gestionen bé dos personatges molt exagerats, però el millor en al camp és el molt jove, sorprenent Alvaro Caleca en el paper de Cristiano". Maurizio Cabona de Il Giornale va afegir: «la revelació de la pel·lícula és el debutant de quinze anys Alvaro Calca, que transmet bé la soledat de la primera adolescència i la desesperació d'haver dubtat del seu pare». Tornabuoni de La Stampa també va elogiar el repartiment: «Filippo Timi és molt bo en el personatge del pare, el debutant Alvaro Caleca interpreta bé el fill» però va trobar Elio Germano «de vegades afectat». Paolo d'Agostini a la Repubblica va definir Timi i Germano com a «excel·lents, fins i tot perfeccionistes» i «Fabio De Luigi excel·lent en el seu paper lateral com a treballador social».

### Recaptació
Distribuïda en 247 còpies, la pel·lícula va recaptar 792.432 euros en el seu cap de setmana d'estrena (amb un total de 793.565 euros), situant-se en el segon lloc del rànquing setmanal, per darrere de The Day the Earth Stood Still. Amb l'estrena de les pel·lícules de Nadal la setmana següent (Madagascar 2, Natale a Rio, Il cosmo sul comò i Nits de tempesta), la pel·lícula va caure de posició, arribant al sisè lloc. però encara es manté en el rànquing de les deu més recaptes del cap de setmana, amb un parcial de 408.331 euros i un total de 1.497.478.
La pel·lícula va romandre a les sales fins a principis de febrer, tancant-se amb una recaptació total de 3.403.182 euros. La pel·lícula es va situar quaranta-cinquè en el rànquing de la temporada de cinema italià 2008-2009 (9a pel·lícula italiana).

## Notee
1. ↑  «Luoghi delle riprese per Come Dio comanda (2008)».   Imdb.com.
2. 1 2 3  «Salvatores torna su Ammaniti».   sentieriselvaggi.it.
3. 1 2  «Box Office / Business for Come Dio Comanda».   imdb.com.
4. 1 2  Cinemazero News, desembre de 2008, any XXVIII, número 11, pàgina 3
5. ↑  Mi.Gre. «Salvatores torna su Ammaniti».   news.cinecitta.com.
6. ↑  Timi, Filippo. Peggio che diventare famoso.  Milano: Garzanti, 2008, p. 40.
7. ↑  «Elio Germano e Filippo Timi in "Come Dio Comanda"».   repubblica.it. Arxivat de l'original el 2017-04-03. [Consulta: 10 octubre 2024].
8. ↑  Sara Chiappori. «Angelica Leo Così ho sedotto Bruni e Salvatores».   repubblica.it.
9. 1 2  «Trivia for Come Dio Comanda».   imdb.com.
10. ↑  «Come Dio Comanda».   premiomattador.com. Arxivat de l'original el 2017-03-31. [Consulta: 10 octubre 2024].
11. ↑  «Filming Locations for Come Dio Comanda».   imdb.com.
12. ↑  «I Mokadelic e le musiche di ‘Come Dio comanda: ‘È stata una grande emozione».   rockol.it.
13. ↑  Enrico. «Gabriele Salvatores e Tre allegri ragazzi morti: casting “Come Dio comanda”».   treallegriragazzimorti.it.
14. ↑  «Conferenza Stampa “Come Dio comanda”».   youtube.com.
15. ↑  Ciak, Dicembre 2008, Numero 13, pagine 66-69
16. ↑  Federico Gironi. «Salvatores e Ammaniti presentano latteso Come Dio comanda».   comingsoon.it.
17. ↑  «Cinema: una jam session per Come Dio comanda».   tio.ch.
18. ↑  «Come Dio comanda».   filmtv.it..
19. ↑  Come Dio comanda a Il Cinematografo
20. ↑  Francesco Pognante. «"Ultimatum alla terra" spodesta "Twilight"».   filmedvd.it.
21. ↑  «Week-end Top20 Italia del 12/12/2008».   mymovies.it.
22. ↑  «Week-end Top20 Italia del 19/12/2008».   mymovies.it.
23. ↑  Ciak, agosto 2009, p. 13.